# Juan Gil (trinitario)
Juan Gil (Arévalo, 25 de noviembre de 1535 - Arévalo, 1604) fue un religioso de la Orden de la Santísima Trinidad, en la que tuvo el oficio de redentor general y como tal dirigió el rescate de Miguel de Cervantes en Argel.

## Redención de Miguel de Cervantes

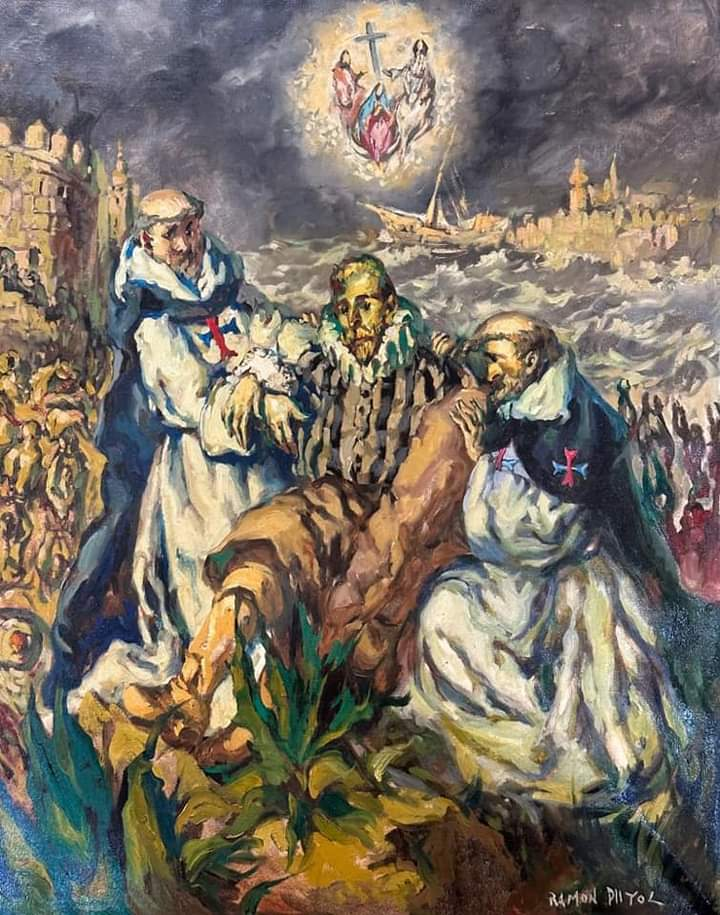
Fr. Juan Gil libera a Miguel de Cervantes

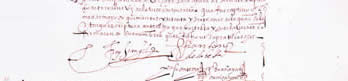
Acta de la redención de Miguel de Cervantes